# Emma Lazarus

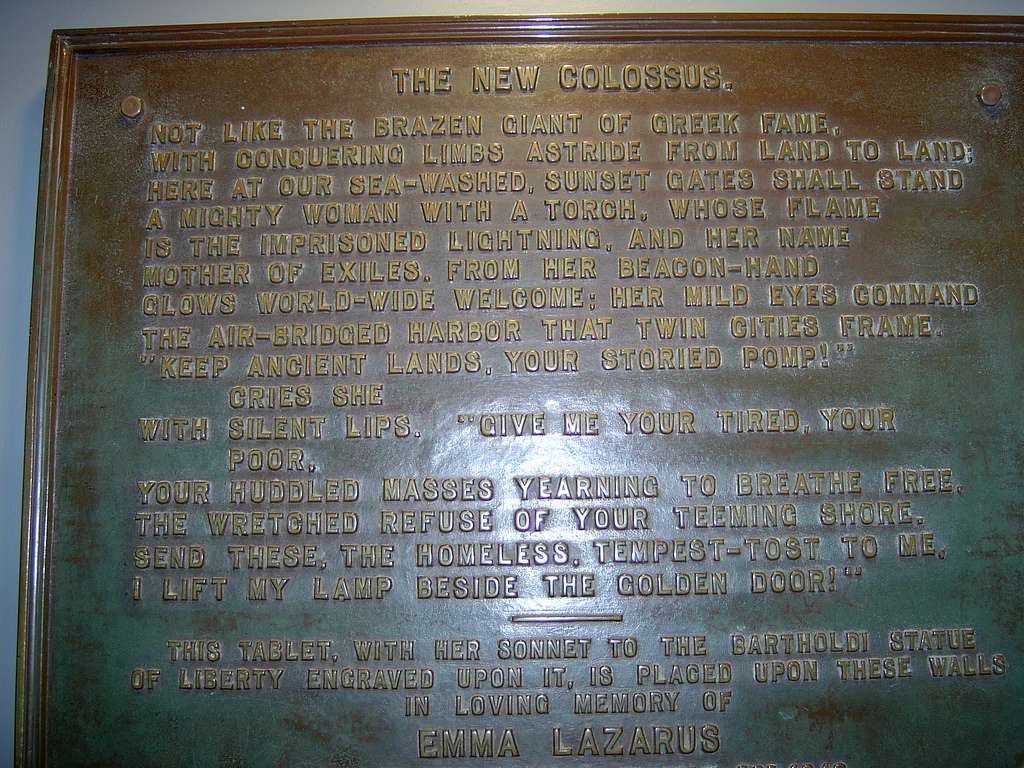
Brązowa tablica z tekstem sonetu The New Colossus Emmy Lazarus

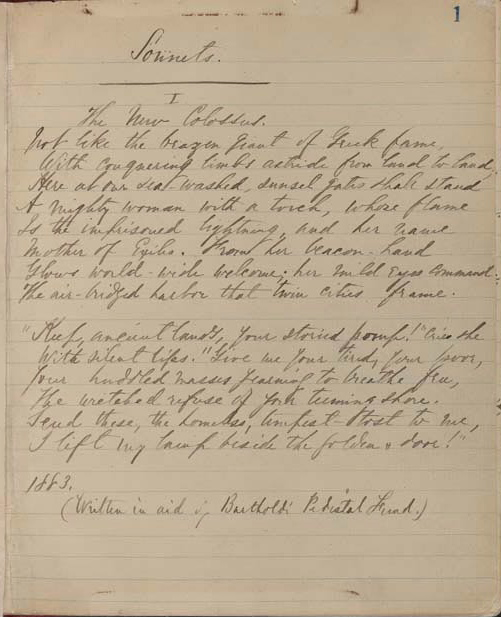
Rękopis sonetu „The New Colossus”

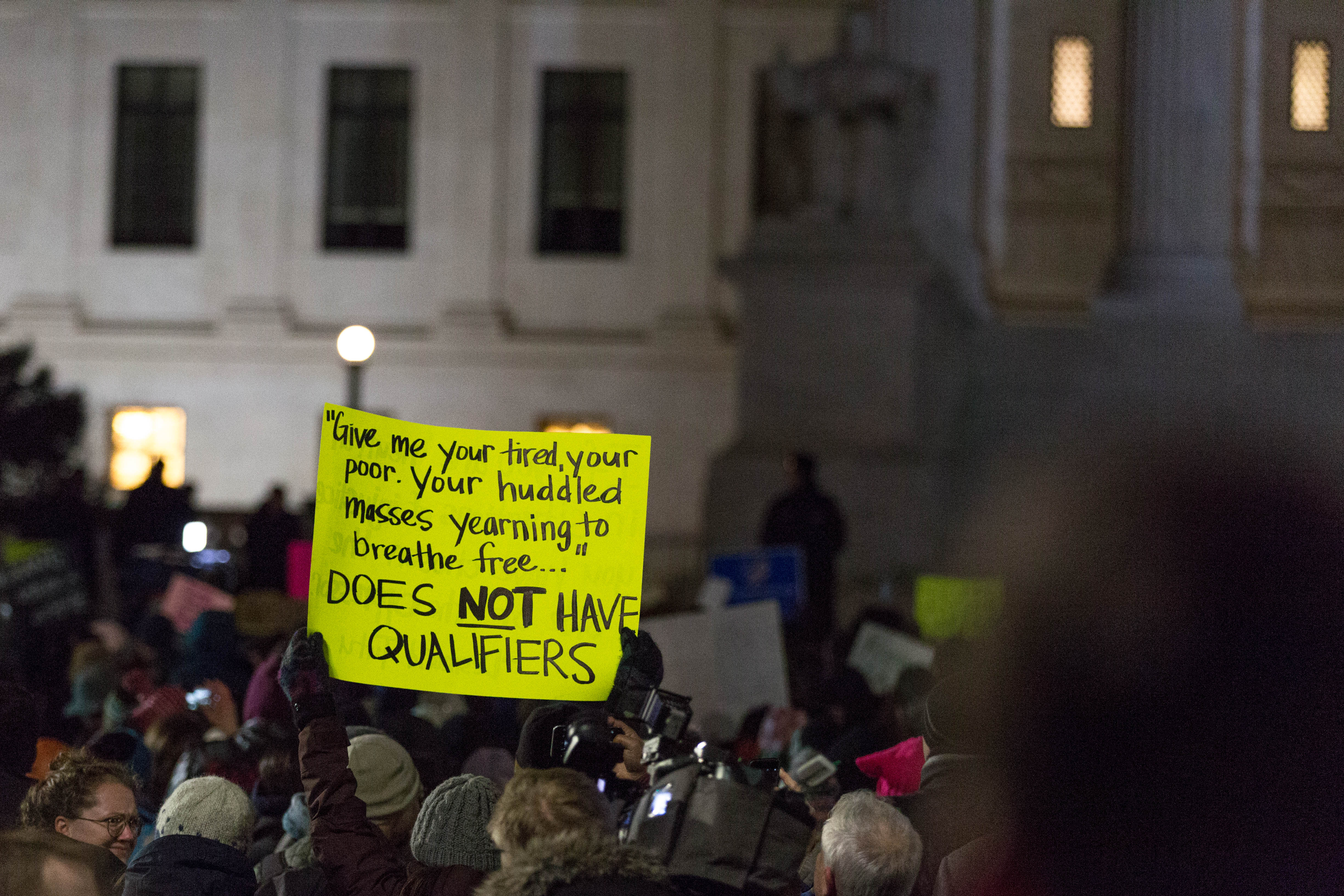
Wiersz „The New Colossus” jest cytowany przez przeciwników ograniczania prawu wjazdu do Stanów Zjednoczonych

Emma Lazarus (ur. 22 lipca 1849 w Nowym Jorku, zm. 19 listopada 1887 tamże) – amerykańska poetka pochodzenia żydowskiego.

## Życiorys
Emma Lazarus przyszła na świat jako jedno z siedmiu dzieci Mosesa (Mojżesza) i Esther (Estery) Lazarusów. Ojciec poetki wywodził się z dobrze zadomowionego w Stanach Zjednoczonych rodu o sefardyjskich, portugalskich korzeniach. Rodzice byli dość zamożni, ponieważ czerpali dochody z intratnej produkcji cukru. Stan majątkowy rodziny pozwolił na gruntowne wykształcenie potomstwa i umożliwił młodej Emmie rozpoczęcie mało konkretnej kariery literackiej. Osiągnięcie statusu intelektualistki było w drugiej połowie XIX wieku trudne dla każdej kobiety, bez względu na pochodzenie narodowe i wyznawaną religię. W konserwatywnym społeczeństwie amerykańskim droga kobiety do niezależności była wręcz trudniejsza niż w Europie. Rodzice poetki sprzyjali jej literackim skłonnościom. W roku 1866 opublikowany został jej debiutancki tomik zatytułowany Poems and Translations. Po dwóch latach poetka zdecydowała się wysłać go Ralphowi Waldo Emersonowi, który dostrzegł w nim oznaki autentycznego talentu poetyckiego. Wsparcie Emersona niewątpliwie pomogło początkującej poetce wejść do świata literackiego. W późniejszych latach Emma Lazarus spotkała się z innymi cenionymi przedstawicielami poezji i prozy anglojęzycznej, Robertem Browningiem, Williamem Morrisem i Henrym Jamesem. W 1871 roku poetka wydała tom Admetus and Other Poems. Trzy lata później opublikowała powieść Alide: An Episode in Goethe’s Life. Równocześnie Emma Lazarus otwarcie wypowiadała się przeciwko antysemityzmowi i prześladowaniom, zwłaszcza w carskiej Rosji. Organizowała też pomoc dla żydowskich uchodźców, tłumnie przybywających zza Atlantyku. Umarła w wieku 38 lat na chorobę Hodgkina.

## Tożsamość
Podobnie jak wielu Amerykanów, Emma Lazarus miała podwójną tożsamość narodową i kulturową. Będąc wykształconą Amerykanką, myślącą i piszącą po angielsku, świadomie zwróciła się ku dziedzictwu swojego narodu, stając się tym samym rzeczniczką nowoczesnego syjonizmu na długo przed powstaniem państwa Izrael.

## Twórczość
Emma Lazarus była autorką między innymi cyklu lirycznego Epoki, dramatu The Spagnoletto i tragedii The Dance to Death, opowiadającej o prześladowaniu Żydów w średniowiecznych Niemczech. Tę ostatnią sztukę zadedykowała brytyjskiej pisarce George Eliot, dziękując jej za powieść Daniel Deronda, istotną dla żydowskiego odrodzenia narodowego. Ważnym polem działalności literackiej Emmy Lazarus była translacja. Tłumaczyła poezję Heinricha Heinego jak również lirykę średniowiecznych żydowskich poetów z terenu Hiszpanii.
Jest autorką sonetu The New Colossus (1883), który w 1903 został wygrawerowany na płycie z brązu i umieszczony wewnątrz Statuy Wolności. Kamila Sławińska trafnie zauważa, że utwór ten najpełniej wyraża ideę Ameryki jako nowej ojczyzny dla wszystkich jej szukających. Był wykorzystywany przez przeciwników polityki antyimigracyjnej gabinetu Donalda Trumpa. Cytat z wiersza pojawia się na transparentach noszonych przez demonstrantów.
Twórczość poetycka Emmy Lazarus charakteryzuje się dyscypliną formalną i melodyjnym, eufonicznym brzmieniem. Poetka stosuje regularne strofy znane z tradycji poezji angielskiej, w tym sekstynę, strofę królewską, oktawę i decymę, jak również wiersz biały.

## Upamiętnienie
Na cześć poetki Richard Watson Gilder napisał sonet.

## Przekłady
Polskie tłumaczenia wierszy Emmy Lazarus znalazły się w internetowej Antologii poezji angielskiej.